# Хутор (Бурятия)
Ху́тор — село в Кяхтинском районе Бурятии. Входит в сельское поселение «Шарагольское».

## География
Расположен на правом берегу реки Чикой в 1,5 км к западу от центра сельского поселения, села Шарагол, в 1,5 км к северу от государственной границы с Монголией, проходящей по левой протоке Чикоя.

## Население
| 2002 | 2010 |
| ---- | ---- |
| 396  | ↘339 |